# Nelson Sarmento
Nelson Sarmento Viegas (24 dicembre 1999) è un calciatore est-timorese, difensore del Karketu Dili e della Nazionale est-timorese.

## Carriera

### Club
Nel 2016 firma un contratto con il Karketu Futebol Clube

### Nazionale
Debutta in Nazionale all'età di 16 anni. Il suo debutto avviene il 29 maggio 2016, in Cambogia-Timor Est. Ha segnato la sua prima rete con la maglia della Nazionale il 21 ottobre 2016, in Cambogia-Timor Est.